# Rudyard Kipling
Joseph Rudyard Kipling (født 30. december 1865 i Bombay i Indien, død 18. januar 1936 i London) var en engelsk forfatter og digter. 
Kipling er bedst kendt i Danmark for sin børnebog Junglebogen. Hans bog Stalky & Co, 1899 (da. 1903: Stilk & Co) beskriver livet på en engelsk kostskole set fra en drengs synspunkt. 
I den engelsksprogede verden er hans børnebøger også højt værdsat, og han er mindst lige så værdsat for sin poesi og sine mere intellektuelle bogværker. De største værker er "Gunga Din", "If—", Kim 1901 (da. 1905) og "The White Man's Burden".
Han var kendt for at forsvare britisk imperalisme, der beskyttede kolonilandene imod deres egne borgerkrige og korruption. Da den vestlige verden var teknologisk og økonomisk overlegen, var den moralsk forpligtet til at hjælpe andre lande. Han udtrykte det i begrebet "Den hvide mands byrde". 
Kipling mente, at man kunne møde den "tusinde mand eller kvinde" på gaden, for aldrig mere at have chancen for at møde dem, selv om de ville være den rette for en.
Han er forfatter til Mandalay-digtet, som er oversat og gjort kendt på dansk af 
Mogens Wieth og Four Jacks.

## Udmærkelser
I 1907 fik Rudyard Kipling nobelprisen i litteratur.
Han blev udnævnt D.Litt. på Durham og Oxford Universiteterne i 1907, Cambridge Universitetet i 1908, Edinburgh Universitet i 1920 og på Paris og Strasbourg Universiteterne i 1921. Han fik en æres Ph.D. ved Athen Universitetet i 1924.
Han har fået opkaldt en by i Canada efter sig: Town of Kipling. I Søborg i Gladsaxe kommune ligger Kiplings Alle.